# Kapa Records
Kapa Records (stilizirano kot KAPA Records) je alternativna slovenska glasbena založba s sedežem v AKC Metelkova mesto, ustanovljena leta 1998. Spada pod društvo Kapa, ki ima v upravljanju klub Gala hala.

## Zgodovina
Prva izdaja založbe je bil album leta 1998 na sceni punk rock zasedbe Not the Same. Po nekajletnem premoru od izdajanja se je založba opirala na izdajanje predvsem punk rock glasbe (Backstage, Red Five Point Star, Overflow, Buldogi). Skozi leta je založba izdala tudi glasbo skupin Moveknowledgement, Srečna mladina, BeatMyth, The Canyon Observer, Carnaval, Coma Stereo in We Can't Sleep at Night, kasneje pa tudi Balans, Haiku Garden, Čao Portorož idr.

Vodje založbe so bili v preteklosti Andrej Sevšek, Katarina Deskovič, Andraž Kajzer, Tine Kolenik, Matic Urbanc, Dominika Maša Kozar, trenutno jo vodi Jan Robek.